# Чёрный обелиск Салманасара III

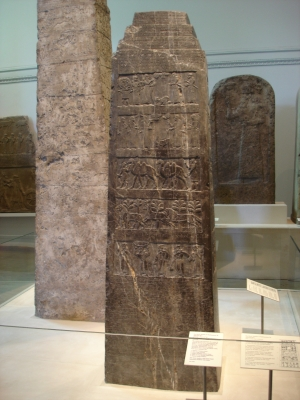
Чёрный обелиск в Британском музее

Чёрный обелиск — обелиск высотой 198 см, вытесанный из чёрного известняка по приказу ассирийского царя Салманасара III и установленный в Нимруде ок. 825 г. до н. э. Обнаружен британским археологом Генри Лайардом в 1846 году и перевезён в Британский музей. Примечателен тем, что на одном из барельефов обелиска изображён израильский царь Иегу (древнейшее изображение еврея в мировом искусстве). Кроме того, это самый ранний артефакт с упоминанием Персии (Парсуа).